# Falintolol
Falintolol je agonist beta-adrenergičkog receptora.